# Томас, Эрнст
Эрнст Томас (нем. Ernst Thomas; 21 февраля 1916, Дармштадт — 11 марта 1997) — немецкий музыкальный критик и администратор.
Родился в семье музыкантов. Его дед Георг Себастьян Томас (1789—1866) был придворным капельмейстером великого герцога Гессенского и написал книгу о придворной капелле (1858), а брат деда Фридрих Георг Томас (1817—1888), гобоист, в 1850-е гг. поступил на британскую службу военным дирижёром и оставил записки о своей работе в Индии и Китае.
Окончил Лейпцигскую консерваторию (1939), где занимался у Роберта Тайхмюллера (фортепиано), Германа Абендрота и Макса Хохкофлера (дирижирование), Макса Людвига (теория); в дальнейшем также совершенствовался как дирижёр у Клеменса Крауса в Зальцбурге, как пианист — у Фриды Кваст в Гейдельберге. В послевоенные годы работал музыкальным критиком в газете Frankfurter Allgemeine Zeitung.
В 1962 году по приглашению дармштадтской городской администрации после смерти Вольфганга Штайнеке возглавил основанные им Международные летние курсы новой музыки в Дармштадте и руководил ими до 1981 года. Период руководства Томаса ознаменовался конфликтами начала 1970-х гг., в ходе которых доминирование Карлхайнца Штокхаузена и его сподвижников сменилось более широким репертуаром предлагаемых студентам эстетик; несмотря на проведённые Томасом реформы, его руководящее положение было, как утверждается, заметно ослаблено этими протестами, что в конце концов привело к его отставке.
Одновременно с работой в Дармштадте Томас в 1960—1978 гг. руководил «Новой музыкальной газетой» — то единолично, то совместно с другими специалистами (в том числе К. А. Хартманом и К. Дальхаусом).